# Ferdinand Poulton
Ferdinand Poulton (né en 1601 ou 1603 dans le Buckinghamshire – tué le 5 juin 1641) est un missionnaire jésuite anglais du Maryland. Son apostolat marque les débuts du système éducatif dans cette colonie.

## Biographie
Issu d'une famille noble, il fit ses études au Collège des Jésuites de Saint-Omer et fut admis au Collège anglais de Rome en 1619 et entra dans la Compagnie de Jésus en 1622. Les pères l'affectèrent à Saint-Omer (1633) puis à Watten (1636), et reçut l'ordination le 8 décembre 1635. Afin de se protéger des anti-catholiques, il prit le pseudonyme de Père John Brooks, puis celui de son oncle, John Morgan.
Poulton débarqua en Nouvelle-Angleterre en 1638 et retrouva les missionnaires de la colonie  St. Mary's City (Maryland) : Andrew White, Thomas Copley, John Altham Gravenor et Thomas Gervase. Bientôt, ils l'élurent supérieur de la mission à la place de Thomas Copley. Il résidait au domaine de Mattapany que les pères jésuites avaient établi au bord du Patuxent. Il fut convoqué le 19 septembre 1640 à l'assemblée du Maryland par Cecilius Calvert. 
Il est considéré comme l'un des fondateurs de l'Université de Georgetown , mais ne négligeait pas l'enseignement aux Indiens. Par l'entremise du Supérieur général de la Compagnie de Jésus, Vincenzo Carafa, il obtint du pape Urbain VIII (15 septembre 1640) le privilège pour cette école. Le projet éducatif de Poulton était autrement ambitieux que ceux des autres Jésuites de la région, mais une mort prématurée y mit un terme : le 5 juin 1641, alors qu'il traversait en canoë la rivière Sainte-Marie (un affluent du Potomac), il fut touché d'un tir de carabine,. Son apostolat au Nouveau-Monde et les circonstances curieuses de sa disparition forment la trame du roman de Lucia St. Clair-Robson, Mary's Land.